# Bomarea pauciflora
Bomarea pauciflora är en alströmeriaväxtart som först beskrevs av Carl Sigismund Kunth, och fick sitt nu gällande namn av Herb.. Bomarea pauciflora ingår i släktet Bomarea och familjen alströmeriaväxter. Inga underarter finns listade i Catalogue of Life.